# Johnny Sequoyah
Johnny Sequoyah Friedenberg (Boise, 25 ottobre 2002) è un'attrice statunitense nota al pubblico per il ruolo di Bo Adams nella serie televisiva del 2014 Believe.

## Carriera
Nata a Boise nell'Idaho, a 8 anni inizia ad entrare nel mondo della recitazione. Ha vissuto per un periodo in Teheran (Iran). Nel 2013 e inizi del 2014, ha iniziato ad avere ruoli in film come Ass Backwards, Plastic Jesus, e I Believe in Unicorns. È apparsa anche in Wind Walkers e Among Ravens, entrambi diretti da suo padre Russell Friedenberg, e prodotti da sua madre Heather Rae. Ha avuto il ruolo di Bo Adams nella serie televisiva del 2014 Believe.

## Vita privata
Johnny Sequoyah vive a Los Angeles con la sua famiglia.

## Filmografia
- Family Game Night (2011)
- Ass Backwards, regia di Chris Nelson (2013)
- I Believe in Unicorns, regia di Leah Meyerhoff (2014)
- Among Ravens, regia di Russell Friedenberg (2014)
- Black Eyed Dog (2014)
- Wind Walkers (2015)
- Albion: The Enchanted Stallion (2016)

### Televisione
- Believe – serie TV, 13 episodi (2014)
- American Housewife – serie TV, episodio 1x01 (2016)
- Dexter: New Blood – miniserie TV (2021-2022)